# 车站街道 (巴彦淖尔市)
车站街道，是中华人民共和国内蒙古自治区巴彦淖尔市临河区下辖的一个乡镇级行政单位。

## 行政区划
车站街道下辖以下地区：
金穗社区、平安社区、恒鑫社区、兴旺社区和恒丰社区。